# Michael McClure
Michael McClure (ur. 20 października 1932 w Marysville, zm. 4 maja 2020 w San Francisco) – amerykański poeta, dramaturg, autor piosenek i powieściopisarz. 

## Życiorys
Po przeprowadzce do San Francisco, jako młody poeta, zdobył sławę biorąc udział, m.in. z Allenem Ginsbergiem, w wieczorze poetyckim w Six Gallery, pierwszym publicznym wystąpieniu członków Beat Generation, który odbył się 7 października 1955 r., opisanym jedynie w fabularyzowanej formie w Dharma Bums Jacka Kerouaca. Wkrótce potem stał się jednym z istotniejszych postaci Beat Generation i uwieczniony jako „Pat McLear” w Big Sur  Kerouaca.
Pierwsze wydanie jego poezji pt. Passages, opublikowano w 1956. Jego poezja jest silnie przeniknięta świadomością natury, zwłaszcza w świadomości zwierzęcej, która leży uśpiona również w rodzaju ludzkim. McClure opublikował osiem tomów sztuk teatralnych i cztery zbiory esejów, włączając w to eseje o Bobie Dylanie i jego otoczeniu. Jego czternaście tomów poezji to między innymi: Jaguar Skies, Dark Brown, Huge Dreams, Rebel Lions, Rain Mirror and Plum Stones. Znany był z czytania fragmentów ze swojego zbioru Ghost Tantra lwom w klatce w zoo w San Francisco. Jego utwory powieściowe to między innymi The Mad Cub i The Adept.
14 stycznia 1967, czytał podczas święta Human Be-In w Golden Gate Park w San Francisco i w ten sposób rozszerzył swoją przynależność do Beatników o uczestnictwo w kontrkulturze hipisowskiej lat 60. Znane są nawiązania Barry’ego Milesa, określające go jako „księcia sceny San Francisco”.
Wzbudził wiele kontrowersji swoją sztuką pt. The Beard. Opowiada ona o fikcyjnym spotkaniu w blue-velvetowej wieczności pomiędzy postaciami: Billy Kid i Jean Harlow. Jest to teatralna eksploracja według jego teorii noszącej nazwę „Meat Politics”, gdzie wszystkie ludzkie istnienia określane są mianem „bags of meat” (worek mięsa). 
Inne sztuki teatralne to między innymi Josephine The Mouse Singer lub VKTMS. Przez 11 lat pracował jako dramaturg dla Magic Theatre w San Francisco, gdzie jego operetka Minnie Mouse and the Tap-Dancing Buddha była grana przez długi czas. Zrealizował dwa dokumenty telewizyjne – The Maze i September Blackberries – oraz uczestniczył w realizacji kilku filmów: The Last Waltz (reż. Martin Scorsese), gdzie czytał fragmenty Opowieści kanterberyjskich; Beyond the Law (reż. Norman Mailer); i najbardziej widocznie: The Hired Hand (reż. Peter Fonda).
Był bliskim przyjacielem Jima Morrisona z The Doors i był powszechnie uznany za promotora Morrisona jako poety. McClure występował na czytaniach poezji razem z organistą The Doors Rayem Manzarkiem. Wydali kilka CD swoich nagrań. Jest aurorem posłowia w biografii The Doors pt. No One Here Gets Out Alive autorstwa Danny'ego Sugermana. Nagrywał też płyty z minimalistycznym kompozytorem Terry Rileyem. Jego piosenki to między innymi takie jak: „Mercedes Benz”, spopularyzowana przez Janis Joplin oraz nowsze, wykonywane przez zespół Riders on the Storm, zespół w którym grają członkowie The Doors: Ray Manzarek i Robby Krieger.
Pracował jako dziennikarz dla Rolling Stone, Vanity Fair, The L.A. Times i The San Francisco Chronicle. Otrzymał wiele nagród, np. Guggenheim Fellowship, Obie Award za najlepszą rolę, NEA grant, the Alfred Jarry Award i Rockefeller grant za dramaturgię. Do końca życia był aktywny jako poeta, eseista, dramaturg. Mieszkał ze swoją żoną, Amy, w San Francisco Bay Area. Miał jedną córkę ze swojego pierwszego małżeństwa z Joanną McClure.

## Książki
- Passage (1956)
- For Artaud (1959)
- Hymns to St. Geryon and Other Poems (1959)
- The New Book/A Book of Torture (1961)
- Dark Brown (1961)
- Meat Science Essays (1963)
- The Blossom; or Billy the Kid (1964)
- The Beard (1965)
- Poisoned Wheat (1965)
- Unto Caesar (1965)
- Love Lion Book (1966)
- The Sermons of Jean Harlow and the Curses of Billy the Kid (1968)
- Hail Thee Who Play (1968)
- Muscled Apple Swift (1968)
- Little Odes and The Raptors (1969)
- The Surge (1969)
- Star (1970)
- The Mad Cub (1970)
- The Adept (1971)
- Gargoyle Cartoons (1971)
- The Mammals – zawiera: The Feast, The Blossom; or, Billy the Kid, and Pillow (1972)
- The Book of Joanna (1973)
- Solstice Blossom (1973)
- Rare Angel (1974)
- A Fist-Full (1956-57) (1974)
- September Blackberries (1974)
- The Last American Valentine – Ilustrowane wiersze uwodzenia i zniszczenia – wyd. Write Bloody Publishing, antologia (2008)

## Wybrana filmografia
- Two (1965) – jako on sam
- Be In (1967) – jako on sam
- Beyond The Law (1968) – jako aktor
- Wynajęty człowiek (1971) – jako Plummer
- The Last Waltz (1978) – jako aktor
- The Source (1999) – jako aktor
- Love Her Madly (2002) – jako aktor
- The Third Mind (2006) – jako aktor
- Curses and Sermons (2008) – film na podstawie jego utworu